# Bathory
A Bathory egy 1983 márciusában, Vällingby-ben alakult svéd zenekar, alapítója az akkor 17 éves Quorthon (Thomas Börje Forsberg) bár a történet kezdetekor még "Ace Shoot" művésznéven. A formáció a nevét Báthory Erzsébetről kapta, akiről ellenfelei mindenféle véres történeteket találtak ki, hogy családját lejárassák, és így birtokaikat megszerezzék. Bár a black metal és a viking metal alapítói között is számon van tartva, ezek mellett bizonyos lemezeiket thrash metal-ként szokták jellemezni. Az egészen korai időket leszámítva sohasem koncertezett, akkor is csak néhány (6-8) alkalommal. Quorthon túlzottan költségesnek tartotta a turnézást, illetve mivel szinte csak önmaga volt állandó tagja a zenekarnak, nehéz lett volna koncertezni az állandó tagcserék mellett. Quorthon lényegében sosem zenekarként beszélt a Bathory-ról, hanem stúdióprojektként. Quorthon 2004 június 3-án elhunyt, így a zenekar történetének is vége szakadt.
A Bathory elhagyta a black metal hangzást az ötödik lemezükre, a Hammerheartra (1990), amelyet gyakran az első viking metal albumként emlegetnek. A zenekar fennmaradó fennállásának nagy részében a viking metal stílusban folytatta, bár a Requiem (1994) és az Octagon (1995) albumokon thrash metal stílussal kísérleteztek. Korán felhagytak az élő fellépésekkel, és soha nem turnéztak; a frontember, alapító és fő dalszerző Tomas „Quorthon” Forsberg volt az egyetlen állandó tag, és időnként minden hangszerért ő felelt. A Bathory akkor ért véget, amikor Forsberg 38 éves korában, 2004 júniusában szívelégtelenségben meghalt.

## Diszkográfia

### Stúdióalbumok
- Bathory (1984)
- The Return of the Darkness and Evil (1985)
- Under the Sign of the Black Mark (1987)
- Blood Fire Death (1988)
- Hammerheart (1990)
- Twilight of the Gods (1991)
- Requiem (1994)
- Octagon (1995)
- Blood on Ice (1996)
- Destroyer of Worlds (2001)
- Nordland I (2002)
- Nordland II (2003)

### Válogatások
- Jubileum Volume I (1992)
- Jubileum Volume II (1993)
- Jubileum Volume III (1998)
- Katalog (2002)
- Nordland I & II (2003)
- In Memory of Quorthon (2006)

### Egyéb
- Scandinavian Metal Attack (split, 1984) 2 dal
- Scandinavian Metal Attack II (split, 1985) 2 dal

## Külső hivatkozások
- A Black Mark Production honlapja
- Metal Archives adatlap
- 1997-es interjú
- Allmusic Biography
- Shock Magazin lemezkritika
- Hammer World Archiválva 2020. január 31-i dátummal a Wayback Machine-ben